# سیمون آرمیتاژ
سیمون آرمیتاژ (انگلیسی: Simon Armitage؛ زادهٔ ۲۶ مهٔ ۱۹۶۳) شاعر اهل بریتانیا است. وی خالق ۲۶ مجموعه شعر و برنده بیش از ۱۰ جایزه معتبر در حوزه شعر است. آرمیتاژ در سال ۲۰۱۵ به عنوان پروفسور شعر آکسفورد انتخاب و معرفی شد.
او متولد هادرسفیلد است و در روستای مارزدن منطقه یورکشایر غربی انگلستان بزرگ شد و در منطقه در هادرسفیلد زندگی می‌کند. سایمون آرمیتج در سال ۲۰۱۹ در سمت بیست و یکمین ملک‌الشعرا در بریتانیا انتخاب شد. سمت افتخاری ملک‌الشعرای بریتانیا، که بالاترین مقام ادبی است، رسماً توسط ملکه بریتانیا با توصیه و سفارش نخست‌وزیر تعیین می‌شود. نخستین بار در قرن هفدهم در زمان پادشاهی جیمز اول، این لقب به بن جانسون اعطا شد. هر ده سال ملک الشعرای جدید انتخاب می‌شود. کرول ان دافی، از ۲۰۰۹ تا ۲۰۱۹ ملک‌الشعرا بود.